# Polystachya laxiflora
Polystachya laxiflora là một loài phong lan bản địa của miền tây và trung-tây châu Phi nhiệt đới.

## Hình ảnh

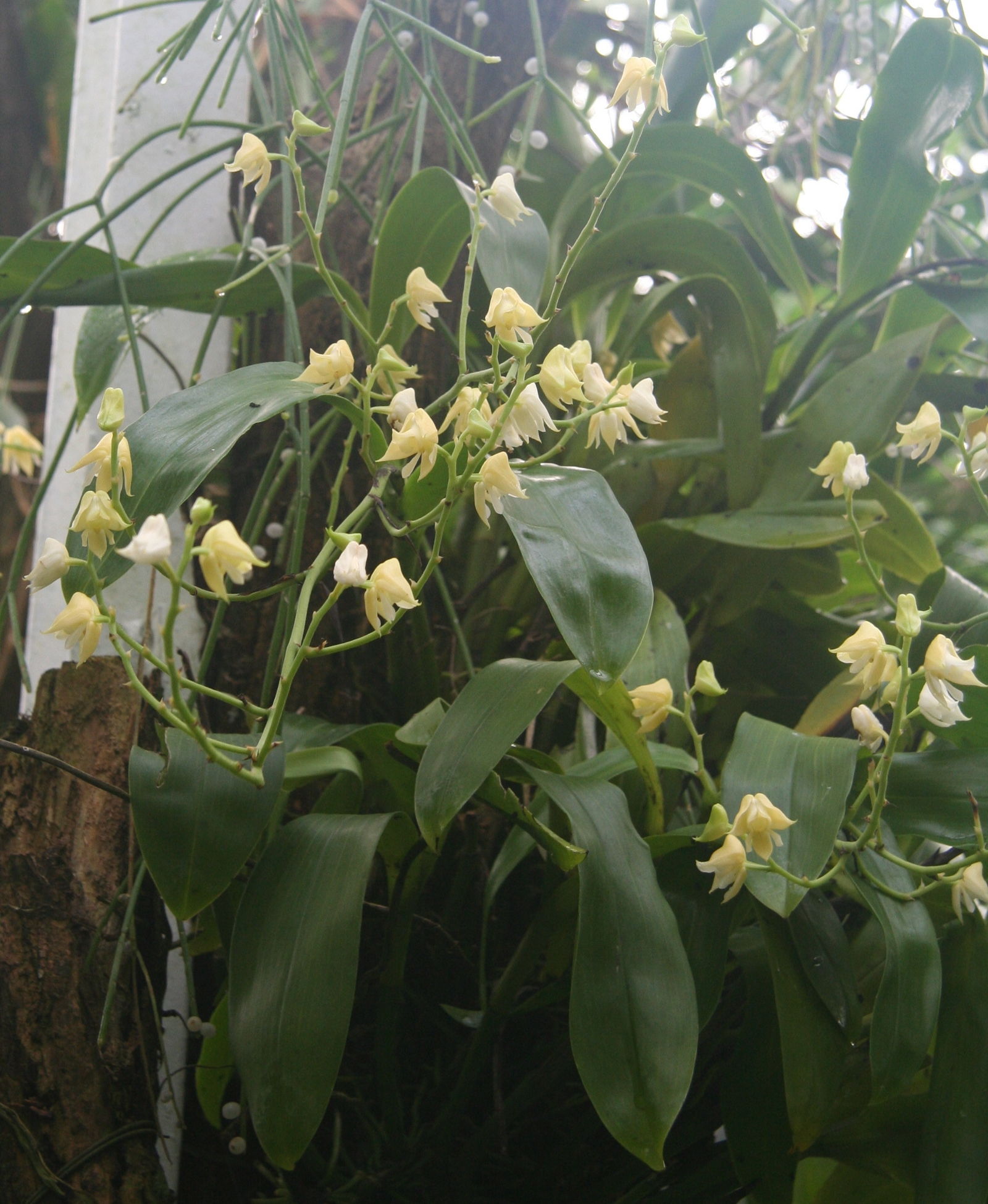